# Tanques
|  | No s'ha de confondre amb tanca. |

Tanques és un municipi francès situat al departament de l'Orne i a la regió de Normandia. L'any 2007 tenia 168 habitants.

## Demografia

### Població
El 2007 la població de fet de Tanques era de 168 persones. Hi havia 72 famílies de les quals 20 eren unipersonals (8 homes vivint sols i 12 dones vivint soles), 24 parelles sense fills i 28 parelles amb fills.
La població ha evolucionat segons el següent gràfic:
Habitants censats 

### Habitatges
El 2007 hi havia 79 habitatges, 71 eren l'habitatge principal de la família, 4 eren segones residències i 4 estaven desocupats. Tots els 79 habitatges eren cases. Dels 71 habitatges principals, 62 estaven ocupats pels seus propietaris i 9 estaven llogats i ocupats pels llogaters; 3 tenien dues cambres, 13 en tenien tres, 16 en tenien quatre i 39 en tenien cinc o més. 70 habitatges disposaven pel capbaix d'una plaça de pàrquing. A 29 habitatges hi havia un automòbil i a 39 n'hi havia dos o més.

### Piràmide de població
La piràmide de població per edats i sexe el 2009 era:
| Homes | Edats   | Dones |
| ----- | ------- | ----- |
| 0     | 95 o +  | 0     |
| 0     | 90 a 94 | 0     |
| 8     | 85 a 89 | 4     |
| 0     | 80 a 84 | 0     |
| 4     | 75 a 79 | 8     |
| 8     | 70 a 74 | 4     |
| 4     | 65 a 69 | 0     |
| 0     | 60 a 64 | 4     |
| 4     | 55 a 59 | 0     |
| 8     | 50 a 54 | 12    |
| 4     | 45 a 49 | 4     |
| 0     | 40 a 44 | 4     |
| 0     | 35 a 39 | 4     |
| 12    | 30 a 34 | 12    |
| 12    | 25 a 29 | 0     |
| 0     | 20 a 24 | 0     |
| 4     | 15 a 19 | 8     |
| 4     | 10 a 14 | 0     |
| 0     | 5 a 9   | 12    |
| 4     | 0 a 4   | 4     |

## Economia
El 2007 la població en edat de treballar era de 103 persones, 78 eren actives i 25 eren inactives. De les 78 persones actives 77 estaven ocupades (39 homes i 38 dones) i 1 aturada (1 home). De les 25 persones inactives 11 estaven jubilades, 8 estaven estudiant i 6 estaven classificades com a «altres inactius».

### Ingressos
El 2009 a Tanques hi havia 70 unitats fiscals que integraven 176 persones, la mediana anual d'ingressos fiscals per persona era de 20.667 €.

### Activitats econòmiques
Dels 4 establiments que hi havia el 2007, 3 eren d'empreses de construcció i 1 d'una empresa de serveis.
L'únic servei als particulars que hi havia el 2009 era un guixaire pintor.
L'any 2000 a Tanques hi havia 13 explotacions agrícoles que ocupaven un total de 770 hectàrees.

## Poblacions properes
El següent diagrama mostra les poblacions més properes.